# Bielszy odcień bluesa (album)
Bielszy odcień bluesa – płyta (LP) zawierająca bluesowe standardy nagrane przez polskie zespoły grające m.in. bluesa. Płyta została opracowana i zredagowana przez Jana Chojnackiego (przez wiele lat prowadzącego w PR audycję pod takim właśnie tytułem). Nagrań dokonano w marcu 1988 w Studiu Polskiego Radia „Giełda” w Poznaniu oraz w Studiu Polskiego Radia w Szczecinie. Wydawcą w 1989 LP był Wifon (LP-135).

## Spis wykonawców i utworów
Strona A
1. Wielka Łódź – „Sweet Home Chicago”  (Robert Johnson)  – 3:40
2. Operating Conditions – „St. Louis Blues”  (W.C. Handy)  – 4:00
3. Monkey Business – „Rock Me Baby”  (Big Bill Broonzy)  – 4:10
4. Bluestemper – „Bright Lights Big City”  (Jimmy Reed)  – 4:35
5. Street Blues – „Boom Boom”  (John Lee Hooker)  – 4:27

Strona B
1. Operating Conditions – „Caldonia”  (Louis Jordan)  – 3:50
2. Monkey Business – „Got My Mojo Working”  (McKinley Morganfield)  – 3:00
3. Heaven Blues – „Stormy Monday”  (T. Bone Walker)  6:50
4. Free Blues Band – „Hide Away”  (Freddie King – Sonny Thompson)  – 3:10
5. Street Blues – „Bottle Up And Go”  (John Lee Hooker)  – 2:35

## Opis płyty
- Realizacja dźwięku – Piotr Madziar, Wojciech Kurkowski (Poznań); Przemysław Kućko, Dariusz Kabaciński (Szczecin)
- Kierownik produkcji – Zofia Skubikowska
- Projekt graficzny – Yakup Erol
- Studio „Giełda” PR Poznań – realizacja nagrań: A-1, 3, 4, 5; B-2, 3, 5;
- Studio PR Szczecin – realizacja nagrań: A-2; B-1, 4;